# Dalet
Dalet是许多闪米特字母表中的第四个字母，包括腓尼基字母、亚兰字母、希伯来字母‎、叙利亚字母以及阿拉伯字母‎（现代为第八个阿拉伯字母）。发音为浊齿龈塞音[d]。

该字母源于原始西奈字母，意为“门”，最初是按埃及圣书体中门的象形字创造的：
| O31 |

这一字母还发展出了希腊字母Δ、拉丁字母D以及西里尔字母Д。